# Hohle Fels
Hohle Fels (pronunciación en alemán: /ˈhoːləˈfɛls/:; también Hohlefels, Hohler Fels; en alemán "roca hueca") es una cueva en el Jura de Suabia, Alemania, que se ha convertido en un importante yacimiento arqueológico debido a sus espectaculares descubrimientos sobre el Paleolítico Superior. Los artefactos encontrados en la cueva representan algunos de los ejemplos más antiguos hasta entonces hallados de arte prehistórico e instrumentos musicales. La cueva se encuentra a las afueras de la ciudad de Schelklingen en el estado federado de Baden-Wurtemberg, cerca de Ulm. En 2017 el sitio pasó a formar parte del patrimonio de la UNESCO junto a varias cuevas cercanas como "Cuevas y arte de la Edad del Hielo en el Jura de Suabia".

## Características
La entrada de la cueva se encuentra a 534 m sobre el nivel de mar. Consta de un túnel de aproximadamente 15 m de longitud y una sala principal con un volumen de 6.000 m cúbicos, una de las más grandes del sur de Alemania.
La cueva fue habitada durante todo el Paleolítico Superior, desde el Auriñaciense (40.000-30.000 a. C. aprox.) al Magdaleniense (18.000-10.000 a. C. aprox.). Durante la glaciación Würm fue temporalmente lugar de descanso invernal de los osos de las cavernas. Una evidencia directa de su caza es el hallazgo en la capa gravetiense (30.000-20.000 a. C. aprox.) de una vértebra torácica de oso con la punta de un proyectil de pedernal clavada; el oso recibió probablemente el impacto mientras hibernaba en la cueva. En otros huesos de osos hallados en los sedimentos de la cueva, se observan marcas de corte que documentan todas las etapas de despiece y consumo del animal, similares a los encontrados en otras piezas objeto de caza habitual: renos, caballos, etc.

## Descubrimientos
En 1830, un alfarero local entró a la cueva en busca de arcilla y encontró huesos de oso de las cavernas que vendió a un coleccionista. En 1844 un fabricante de algodón de Urspring empezó a extraer guano de murciélago como fertilizante, y algunas muestras de la arcilla fueron estudiadas por el geólogo y naturalista Oskar Fraas, que descubrió numerosos fragmentos de huesos. La primera excavación tuvo lugar en 1870, hallando abundantes restos de osos de las cavernas, renos, mamuts y caballos, así como herramientas pertenecientes a la cultura auriñaciense, la más antigua del Paleolítico Superior. Un vagón de tren lleno fue llevado al Gabinete Real de Historia Natural en Stuttgart.
Excavaciones posteriores durante 1958 a 1960, 1977 y en 2002 arrojaron una serie de hallazgos espectaculares, incluyendo varios especímenes de escultura prehistórica, como un pájaro de marfil y una figurilla híbrida de hombre con cabeza de león similar al Löwenmensch pero de solo 2,5 cm de alto. En 2005, fue descubierto el falo de Schelklingen, un mazo para tallar piedra que es una de las representaciones fálicas más antiguas conocidas.
En 2008, un equipo de la Universidad de Tubinga, dirigido por el arqueólogo Nicholas Conard, director de las excavaciones anuales desde 1997, descubrió un artefacto conocido como la Venus de Hohle Fels, datada en torno a 35.000 a. C. Esto la convierte en la figurilla del tipo Venus paleolítica más antigua hasta entonces hallada y el primer ejemplo indiscutible de arte figurativo. El equipo también desenterró una flauta de hueso en la cueva, a pocos centímetros de la venus, y dos fragmentos de flautas de marfil en cuevas cercanas. Las flautas datan también al menos de 35.000 a. C. y son algunos de los instrumentos musicales más antiguos jamás encontrados. En 2012, se anunció que un descubrimiento más temprano de fragmentos de flauta de hueso en la cercana cueva de Geißenklösterle se remonta a 40.000 a. C., en vez de 37.000 a. C., como se creía.
En 2020, un colmillo de mamut de veinte centímetros de hace cuarenta mil años con una línea de cuatro agujeros perforados fue interpretado como un dispositivo para hacer cuerdas. Los surcos alrededor de cada agujero habrían mantenido las fibras vegetales en su sitio mientras eran trenzadas. El instrumento fue encontrado cerca de la base de los depósitos auriñacienses en Hohle Fels por un equipo dirigido por Nicholas Conard del instituto de ciencias arqueológicas en la Universidad de Tubinga. Veerle Rots, de la Universidad de Lieja en Bélgica fue capaz de trenzar cuatro hebras de hilo, utilizando una réplica de bronce del dispositivo de la cueva de Hohle Fels, en un ejemplo de arqueología de reconstrucción. Un dispositivo de 15.000 años similar, hecho de asta de reno, fue encontrado en Gough's Cave en Cheddar Gorge, Somerset y en muchos otros sitios. La existencia de estas herramientas en diferentes ubicaciones indica que la fabricación de cuerdas y sogas ya se había convertido en una actividad humana importante en el Paleolítico Superior. Chris Stringer, líder de la investigación sobre los orígenes Humanos en el Museo de Historia Natural de Londres dijo, “Estos dispositivos eran llamados bastones y antes se creía que los portarían jefes como insignias de rango. Sin embargo, tenían agujeros con ranuras alrededor y ahora nos hemos dado cuenta de que tienen que haber sido utilizados para fabricar o manipular cuerdas.” Las más variadas cuerdas, cordeles y sogas serían entonces trenzadas para tejer redes de pesca, lazos y trampas, cuerdas de arco, cintos, ropa y bolsas de redecilla para llevar comida o herramientas. Objetos pesados, como trineos, ahora se podrían arrastrar con cuerdas mientras las puntas de las lanzas se amarrarán a los mástiles, en lugar de tallar la lanza de una única vara como hasta entonces.

## Arqueogenética
Se han encontrado en Hohle Fels los restos de al menos cinco individuos distintos. En 2016, los investigadores extrajeron con éxito ADN de tres muestras tomadas del periodo Magdaleniense halladas en Hohle Fels. Las pruebas fueron extraídas de dos fragmentos de fémur, "HohleFels10" y "HohleFels49", y un fragmento craneal, "HohleFels79". Los dos fragmentos de fémur procedían posiblemente del mismo individuo. HohleFels10 y HohleFels49 están indirectamente datados alrededor 14.000-12.260 a. C., mientras que HohleFels79 está datado directamente hacia 13.070-12.270 a. C. Las tres muestras resultaron pertenecer al Haplogrupo U8un. Las muestras de Hohle Fels son más cercanas genéticamente a otras muestras antiguas del Magdaleniense, muestra más afinidad genética entre sí y con otras muestras tomadas del Jura de Suabia, como Brillenhöhle, presentan afinidad genética con otras muestras magdalenienses tomadas de la Dama Roja del Mirón, así como de una muestra del Auriñaciense, "GoyetQ116-1", tomada de las Cuevas Goyet.